# Estación de Requena-Utiel
Estación de Requena-Utiel vasútállomás Spanyolországban, Requena településen. Része a spanyol nagysebességű vasúthálózatnak.

## Vasútvonalak
Az állomást az alábbi vasútvonalak érintik:
- Madrid–Levante nagysebességű vasútvonal

## Kapcsolódó állomások
A vasútállomáshoz az alábbi állomások vannak a legközelebb:
- Estación de Cuenca-Fernando Zóbel
- Estación de Valencia-Joaquín Sorolla